# Шестиполосый групер
Шестиполосый групер (лат. Epinephelus diacanthus) — вид лучепёрых рыб из семейства каменных окуней (Serranidae). Распространены в Индийском океане. Максимальная длина тела 55 см.

## Описание
Тело несколько удлинённое, покрыто ктеноидной чешуёй с дополнительными чешуйками. Высота тела меньше длины головы, укладывается 2,8—3,5 раза в стандартную длину тела (для особей длиной от 10 до 34 см). Длина крупной головы в 2,2—2,4 раза меньше стандартной длины тела. Верхний профиль головы выпуклый. Межглазничное пространство прямое или немного выпуклое. Предкрышка с заострёнными углами и с 1—5 шипами на углах. Верхний край жаберной крышки прямой. На жаберной крышке три шипа. Подкрышка и межкрышечная кость гладкие. Верхняя челюсть доходит до вертикали заднего края глаза. На средней части нижней челюсти располагаются 2 латеральных ряда мелких зубов, зубы в рядах равны по размеру. Ноздри равны по размеру; передние ноздри трубчатые. На верхней части жаберной дуги 8—10 жаберных тычинок, а на нижней части 15—17. Длинный спинной плавник с 11 жёсткими колючими лучами и 15—17 мягкими лучами; третий или четвёртый жёсткие лучи наиболее длинные. Анальный плавник с 3 жёсткими и 8 мягкими лучами. Грудные плавники с 17—20 мягкими лучами, немного длиннее брюшных плавников. Хвостовой плавник закруглённый или немного выпуклый. Боковая линия с 52—60 чешуйками. Пилорических придатков 7—8.
Тело бледно-серовато-коричневое. По бокам тела проходят пять тёмных вертикальных полос; ширина полос превышает расстояние между полосами. Четыре полосы начинаются от основания спинного плавника, а пятая расположена на хвостовом стебле. Нижняя часть головы и тела розовая или красноватая. По верхней челюсти до предкрышки проходит тёмная полоса. Плавники тёмно-серые, без пятен.
Максимальная длина тела 55 см.

## Биология
Морские придонные рыбы. Питаются рыбами, креветками и крабами. Протогинические гермафродиты. Нерестятся круглогодично с пиком в мае — июне.

## Ареал и места обитания
Распространены в северной части Индийского океана от Аденского залива до Шри-Ланка и Индии. Не обнаружены в Персидском заливе и Красном море. Обитают на континентальном шельфе на глубине от 10 до 120 м над илистыми и песчано-илистыми грунтами.